# Смугова матриця
Смугова матриця - це розріджена матриця чиї ненульові елементи обмежені діагональною смугою, що складається з головної діагоналі і нуля або більше діагоналей з кожного боку.

## Ширина смуги
Формально, розглянемо n×n матрицю A=(ai,j ). Якщо всі елементи матриці, що не належать смузі чий діапазон визначається сталими k1 і k2: 
{\displaystyle a_{i,j}=0\quad {\mbox{if}}\quad j<i-k_{1}\quad }або{\displaystyle \quad j>i+k_{2};\quad k_{1},k_{2}\geq 0.\,}
нульові, тоді величини k1 і k2 називаються нижня ширина смуги (англ. lower bandwidth) і верхня ширина смуги (грец. upper bandwidth), відповідно. Ширина смуги (англ. bandwidth) матриці - це найбільше зі значень k1 і k2; інакше кажучи, це число k таке, що {\displaystyle a_{i,j}=0} якщо {\displaystyle |i-j|>k}.
Існують алгоритми зменшення ширини смуги матриці, наприклад алгоритм Катхілл-Маккі. Задача знаходження представлення матриці з найменшою шириною смуги - NP-складна.

## Приклади
- Смугова матриця з k1 = k2 = 0 —це діагональна матриця
- смугова матриця з k1 = k2 = 1 —це тридіагональна матриця
- трикутні матриці
  - для k1 = 0, k2 = n−1, маємо означення верхньої трикутної матриці
  - аналогічно, для k1 = n−1, k2 = 0 маємо означення нижньої трикутної матриці.

## Застосування
У чисельних методах, матриці із задач скінченних елементів або скінченних різниць часто смугові. Такі матриці можна розглядати як опис прямої взаємодії між змінними задачі; смуговість відповідає факту, що змінні не взаємодіють напряму на довільно великих відстанях.

## Оптимізація вимог до пам'яті
Смугові матриці зазвичай зберігаються у вигляді діагоналей; інші елементи нулі.
Наприклад тридіагональну матрицю
{\displaystyle {\begin{bmatrix}B_{11}&B_{12}&0&\cdots &\cdots &0\\B_{21}&B_{22}&B_{23}&\ddots &\ddots &\vdots \\0&B_{32}&B_{33}&B_{34}&\ddots &\vdots \\\vdots &\ddots &B_{43}&B_{44}&B_{45}&0\\\vdots &\ddots &\ddots &B_{54}&B_{55}&B_{56}\\0&\cdots &\cdots &0&B_{65}&B_{66}\end{bmatrix}}}
можна зберігати так:
{\displaystyle {\begin{bmatrix}0&B_{11}&B_{12}\\B_{21}&B_{22}&B_{23}\\B_{32}&B_{33}&B_{34}\\B_{43}&B_{44}&B_{45}\\B_{54}&B_{55}&B_{56}\\B_{65}&B_{66}&0\end{bmatrix}}.}
Додаткову економію пам'яті можна отримати якщо матриця симетрична.